# 新貝切伊
新貝切伊是塞爾維亞伏伊伏丁那自治省中巴納特區的市镇，位於該國北部蒂薩河左岸。市镇面積为609平方公里，海拔高度76米，2022年人口数量为19,886人，中心城镇的人口数量则为10,967人。
第二次世界大戰期間，納粹德國在1941至1944年間佔領該鎮。

## 外部連結
- 官方网站  （塞爾維亞語和匈牙利語）